# Braço do Trombudo
Braço do Trombudo är en kommun i Brasilien.   Den ligger i delstaten Santa Catarina, i den södra delen av landet, 1 300 km söder om huvudstaden Brasília. Antalet invånare är 3 457.
I omgivningarna runt Braço do Trombudo växer i huvudsak städsegrön lövskog. Runt Braço do Trombudo är det ganska glesbefolkat, med 38 invånare per kvadratkilometer.